# Терещенко, Степан Петрович
Степан Петрович Терещенко (1897, село Жуки Горбовской волости Кременчугского уезда Полтавской губернии, теперь Глобинского района, Полтавской области — ?) — советский украинский государственный деятель. Председатель Николаевского областного исполнительного комитета КПСС. Депутат Верховного Совета УССР 2-го созыва. 

## Биография
С 1909 года работал рабочим в селах Таврической и Полтавской губерний.
В 1922 — 1924 г. — председатель Горбовского сельского совета Полтавской губернии. В 1924 — 1926 годах был членом сельскохозяйственного общества в городе Глобино Полтавской губернии.
В 1926 — 1928 г. — секретарь Горбовского районного партийного комитета КП(б)У Кременчугского округа.
В 1930 году окончил Полтавскую партийную школу II степени, в 1933 году — исторический факультет Всеукраинского института коммунистического просвещения (город Харьков).
В 1936 — 1937 г. — заместитель директора Киевского педагогического института.
В 1937 — 1938 г. — заместитель директора Института горной промышленности Академии наук УССР.
В 1938 — 1946 г. — инструктор, заместитель заведующего, заведующий сельскохозяйственным отделом ЦК КП(б)У.
В 1946 — 1947 г. — 2-й секретарь Николаевского областного комитета КП(б)У.
В марте 1947 — январе 1949 г. — председатель исполнительного комитета Николаевского областного совета депутатов трудящихся.
С января 1949 г. — заместитель уполномоченного Министерства заготовок СССР по Украинской ССР по кадрам.

## Награды
- орден Ленина (23.01.1948)
- орден «Знак Почёта» (07.02.1939)
- медали